# Drozdovîci, Starîi Sambir
Drozdovîci (în ucraineană Дроздовичі) este localitatea de reședință a comunei Drozdovîci din raionul Starîi Sambir, regiunea Liov, Ucraina.

## Demografie
Componența lingvistică a localității Drozdovîci
     Ucraineană (99,17%)
     Alte limbi (0,62%)
Conform recensământului din 2001, majoritatea populației localității Drozdovîci era vorbitoare de ucraineană (99,17%), existând în minoritate și vorbitori de alte limbi.